# Triple accréditation
La triple accréditation est le nom donné à la certification d’une école de commerce ou d’une autre institution d'enseignement supérieur liée à la gestion par trois associations: l’Association to advance collegiate schools of business (AACSB), l’Association of Masters of Business Administration (AMBA) et l’European Quality Improvement System (EQUIS). Sur environ 13 670 écoles de commerce existantes dans le monde, 129 ont la triple accréditation le 2 avril 2024 (dont 19 françaises).
Chaque association de certification évalue l'école sur la base de critères différents. L’AMBA s'intéresse particulièrement au contenu du MBA. EQUIS correspond à un cadre global d'amélioration de l'éducation commerciale, et couvre tous les programmes offerts par une institution, de la licence (ou équivalent) au doctorat. AACSB, quant à elle, prend l'angle le plus large d'une institution donnée.

## Listes des institutions bénéficiant de la triple accréditation
Cette liste est mise à jour le 2 avril 2024.

### Afrique du Sud
- Graduate School of Business, UCT (Le Cap)
- Gordon Institute of Business Science (GIBS), Université de Pretoria
- Business School, Université de Stellenbosch

### Allemagne
- Mannheim Business School, université de Mannheim (Mannheim)
- Frankfurt School of Finance & Management, Université Johann Wolfgang Goethe de Francfort-sur-le-Main (Francfort-sur-le-Main)
- European School of Management and Technology (en), (Berlin)
- TUM School of Management, Université technique de Munich (Munich)

### Argentine
- IAE Universidad Austral (en), Austral University (Argentina) (en), (Pilar (Buenos Aires))

### Australie
- Business and Economics, Université Monash (Melbourne)
- QUT Business School, Université de technologie du Queensland (Brisbane)
- Business School, Université de Sydney

### Autriche
- Vienna University of Economics and Business, (Vienne)

### Belgique
- Antwerp Management School (en), Université d'Anvers
- Vlerick Business School (Bruxelles, Gand, Louvain)

### Brésil
- Fundação Getúlio Vargas, EAESP (en) (São Paulo)
- Insper (en), (São Paulo)

### Canada
- HEC Montréal (Montréal)
- École de gestion Telfer, université d'Ottawa (Ottawa)

### Chili
- Escuela de Negocios, Université Adolfo-Ibáñez (Santiago du Chili)

### Chine
- Lingnan (University) College, Université Sun-Yat-sen (Canton)
- Sun Yat-sen Business School, Université Sun-Yat-sen (Canton)
- School of Economics and Business Administration, Université de Chongqing (Chongqing)
- Dalian University of Technology (en), Dalian
- School of Management, Université du Zhejiang (Hangzhou)
- School of Economics and Management, University of Science and Technology Beijing (en) (Pékin)
- Institut de technologie de Pékin
- School of Economics and Management, Université Jiao Tong de Pékin
- Université de commerce international et d'économie (Pékin)
- Shanghai University of Finance and Economics (en)
- Antai College of Economics and Management, Université Jiao-tong de Shanghai (Shanghai)
- Xi'an Jiaotong–Liverpool University (en) (Suzhou)
- School of Management, Université de Xiamen (Xiamen)

#### Régions spéciales
- School of Business, Université baptiste de Hong Kong (Hong Kong)
- Faculdade de Gestão de Empresas, Université de Macao

### Colombie
- Université des Andes, Facultad de Administración (Bogota)

### Costa Rica
- INCAE Business School (en) (La Garita (Costa Rica))

### Danemark
- Aarhus BSS (Aarhus)
- École de commerce de Copenhague (Copenhague)

### Egypte
- School of Business, Université américaine au Caire

### Espagne
- ESADE Business School (Barcelone)
- IE Business School (Madrid)

### États-Unis

#### Floride
- Miami Herbert Business School (en), Université de Miami (Coral Gables)

#### Massachusetts
- Hult International Business School (Boston)

#### Missouri
- Olin Business School (en), Université Washington de Saint-Louis

### Finlande
- École supérieure de commerce de l'université Aalto (Helsinki)
- Hanken (Helsinki, Vaasa)

### France
- Audencia School of Management
- Burgundy School of Business
- EDHEC Business School
- EM Lyon Business School
- EM Normandie Business School [5]
- EM Strasbourg Business School
- ESSCA School of Management
- ESSEC Business School
- Excelia Group - La Rochelle Business School
- Grenoble École de management
- HEC Paris
- ICN Business School
- IESEG School of Management
- INSEAD
- Kedge BS
- Montpellier Business School
- NEOMA Business School
- Rennes School of Business
- TBS Education

### Inde
- Indian School of Business (en) (Hyderabad)
- Institut indien de management de Calcutta
- Indian Institute of Management Indore (en)

### Irlande
- Michael Smurfit Graduate Business School (en), University College Dublin (Dublin)
- Université de Limerick
- Trinity Business School, Trinity College Dublin (en), Trinity College (Dublin) (TCD)

### Italie
- Bocconi, SDA Bocconi School of Management (Milan)
- LUISS Business School (Rome)
- POLIMI Graduate School of Management (en)  (Milan)

### Japon
- NUCB Business School, Nagoya University of Commerce & Business (en)

### Mexique
- ITAM (Mexico)
- IPADE Graduate Business School,  (Mexico)
- EGADE Business School (en),  ITESM (Monterrey)

### Norvège
- BI Norwegian Business School (Oslo)
- NHH - Norwegian School of Economics (Bergen)

### Nouvelle-Zélande
- Graduate School of Management, Université d'Auckland (Auckland)
- Business School, Université de Canterbury (Christchurch)
- Waikato Management School, University of Waikato (Hamilton)
- Victoria Business School, Université Victoria de Wellington

### Pays-Bas
- Université de Maastricht, School of Business and Economics (Maastricht)
- Rotterdam School of Management, université Érasme de Rotterdam (Rotterdam)
- Université d'Amsterdam, Amsterdam Business School, Amsterdam

### Pérou
- Graduate Business School, Université pontificale catholique du Pérou - PUCP (Lima)

### Pologne
- Académie Leon-Koźmiński
- Faculty of Management de l'Université de Varsovie

### Portugal
- Católica Lisbon School of Business & Economics (en), université catholique portugaise (Lisbonne)
- Católica Porto Business School, Université catholique portugaise (Porto)
- Nova School of Business and Economics, université nouvelle de Lisbonne (Lisbonne)

### Royaume-Uni
- Aston Business School,  Aston University (Birmingham)
- School of Management, Université de Bradford
- Cranfield School of Management,  Cranfield University (Bedfordshire)
- Durham Business School,  University of Durham (Durham)
- Business School, Université d'Édimbourg
- Business School, Université d'Exeter
- Kent Business School (en), Université du Kent
- Lancaster University Management School, Université de Lancaster (Lancaster)
- Business School, Université de Leeds
- Management school, Université de Liverpool
- King's Business School, King's College de Londres
- London Business School (Londres)
- Bayes Business School, City University (Londres)
- School of Business and Economics, Université de Loughborough
- Imperial College Business School, Imperial College London (Londres)
- Alliance Manchester Business School, Université de Manchester (Manchester)
- Business School, Université de Newcastle upon Tyne
- Business School, Université de Nottingham
- Open University Business School, Open University
- Henley Business School, Université de Reading (Reading)
- Management School, Université de Sheffield (Sheffield)
- University of Strathclyde Graduate School of Business, Université de Strathclyde (Glasgow)
- Warwick Business School, Université de Warwick (Warwick)

### Singapour
- Lee Kong Chian School of Business (en), Singapore Management University (en)

### Slovénie
- School of economics and business, Université de Ljubljana

### Thailande
- Chulalongkorn Business School (Faculty of Commerce and Accountancy), Université Chulalongkorn (Bangkok)
- Thammasat Business School, Université Thammasat (Bangkok)

### Tchéquie
- Faculté de Business Administration de l'École supérieure d'économie de Prague

### Suède
- Lund School of Economics and Management (en), Lund

### Suisse
- IMD (Lausanne)
- Université de Saint-Gall

### Turquie
- Graduate School of Business, Université Koç, Istanbul

### Tunisie
(Tunis)
- South Mediterranean University

### Venezuela
- Instituto de Estudios Superiores de Administración (Caracas)